# Cupido latrunculata
Cupido latrunculata är en fjärilsart som beskrevs av Karl Grünberg 1911. Cupido latrunculata ingår i släktet Cupido och familjen juvelvingar. Inga underarter finns listade i Catalogue of Life.